# 阿布巴卡爾·薩利姆
阿布巴卡爾·薩利姆（英語：Abubakar Salim，1993年1月7日—）是一名英國男演員和電子遊戲配音員。他曾為育碧的《刺客教條：起源》等電子遊戲提供聲音和動作捕捉，並出演《詹姆士鎮》和《異星災變》等電視劇。

## 早期生活
薩利姆出生於哈特福郡韋林花園市，是肯亞裔首代英國人。他的父親是公司的軟體工程師，母親則是護理人員。他在16歲時開始了他的表演生涯，當時他在第一次試鏡後被國家青年劇院錄取。隨後他獲得獎學金以進一步發展他的事業。

## 職業生涯
薩利姆曾在2017年電子遊戲《刺客教條：起源》中為主角配音，這個角色為他贏得英國電影學院獎的提名。薩利姆還在英國電視劇《詹姆士鎮》中飾演佩德羅，並在《異星災變》中飾演父親。他也是銀雨遊戲（Silver Rain Games）的創始人兼執行長。薩利姆自稱是電子遊戲的愛好者，他指出他為《刺客教條：起源》所做的工作使他對電子遊戲的開發過程有了更深入的了解，最終激發他在電子遊戲開發方面的事業，並建立自己的工作室。

## 影視作品
| 年份       | 標題                   | 角色   | 備註  |
| ---------- | ---------------------- | ------ | ----- |
| 2017       | 《刺客教條：起源》     | 巴耶克 | [ 2 ] |
| 2018－2019 | 《詹姆士鎮》           | 佩德羅 | [ 2 ] |
| 2020－至今 | 《異星災變》           | 父親   | [ 6 ] |
| 2020       | 《刺客教條：維京紀元》 | 巴耶克 |       |

## 外部連結
- 阿布巴卡爾·薩利姆在互联网电影资料库（IMDb）上的資料（英文）
- 阿布巴卡爾·薩利姆 （页面存档备份，存于）在《電視指南》上的資料（英文）